# Luís Filipe Mesquita Nunes
Luís Filipe Mesquita Nunes (Covilhã, 16 de janeiro de 1928 - Covilhã, 24 de Fevereiro de 2002) foi um empresário industrial, político e dirigente desportivo português.

## Biografia
Industrial de lanifícios, foi Dirigente do Sporting Clube da Covilhã e foi Presidente da Câmara Municipal da Covilhã desde 27 de Abril de 1974 até às primeiras eleições democráticas, com a nova Constituição, em 1976 e Presidente da Assembleia Municipal da Covilhã de 7 de Fevereiro de 1977 a 29 de Dezembro de 1977, data em que renunciou ao mandato.